# Cramer-Klett-Siedlung

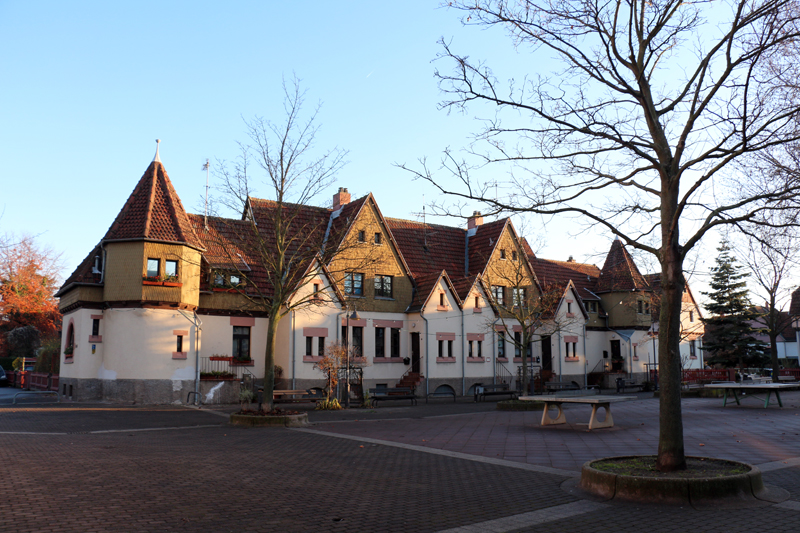
Cramer-Klett-Platz

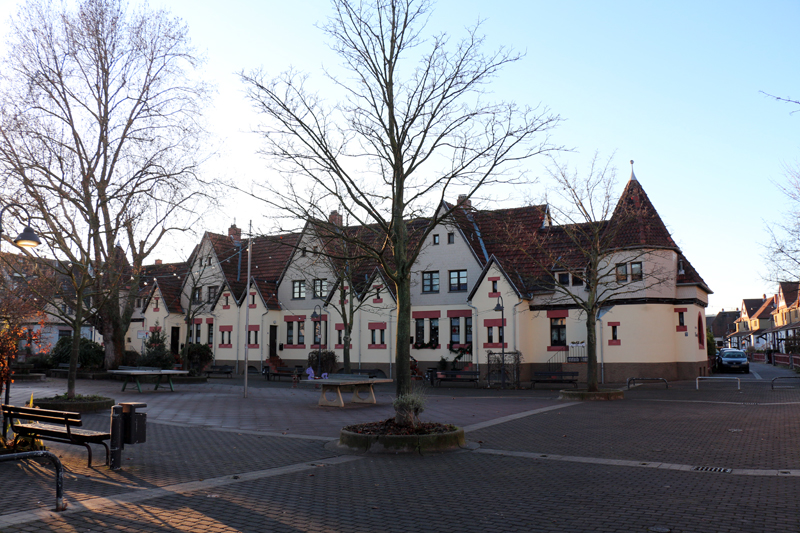
Cramer-Klett-Platz

Die Cramer-Klett-Siedlung in Ginsheim-Gustavsburg wurde als Arbeitersiedlung zwischen 1896 und 1906 von dem Unternehmen MAN (damals noch Eisengießerei Klett & Comp.) errichtet, deren Name den MAN-Gründer Theodor von Cramer-Klett (1817–1884) würdigt. 

## Geschichte
Das MAN Werk Gustavsburg liegt ungefähr 500 Meter südlich der Cramer-Klett-Siedlung. Die Produktionserweiterung der MAN und der daraus entstandene Zustrom neuer Arbeitskräfte machten den Bau der Siedlung erforderlich. Erste Entwürfe dazu stammen von dem Architekten Karl Hofmann und datieren in die Jahre 1896/1897. Die im Volksmund als „Cramer“ bezeichnete Siedlung war Mittelpunkt der Gemeinde und des sozialen Lebens in Gustavsburg. Heute werden die Häuser von der Gemeinnützigen Baugenossenschaft Mainspitze eG vermietet. Die Siedlung und die Stahlhäuser sind Bestandteil der Route der Industriekultur Rhein-Main Mainspitze. Aufgrund der sozial-, bau- und stadtentwicklungsgeschichtlichen Bedeutung wurde die Siedlung 1979 unter Denkmalschutz gestellt.

## Beschreibung
Rund um den zentralen Cramer-Klett-Platz entstanden 36 Häuser mit 148 Wohnungen, die von dem Darmstädter Architekten und Hochschullehrer Karl Hofmann entworfen wurden. Die unterschiedlich gestalteten Gebäude lehnen sich an den Stil englischer Land- und hessischer Bauernhäuser an. Am Cramer-Klett-Platz befindet sich die Kindertagesstätte „Kastanienburg“.

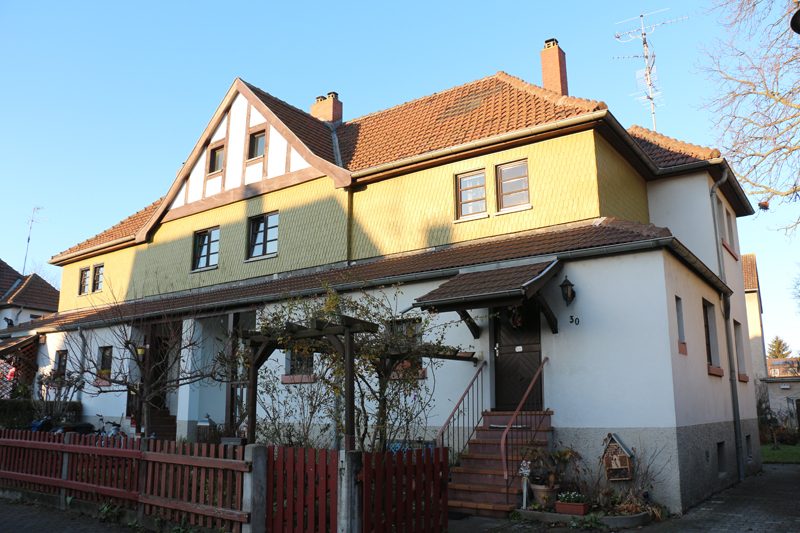
Königswarter Straße 30
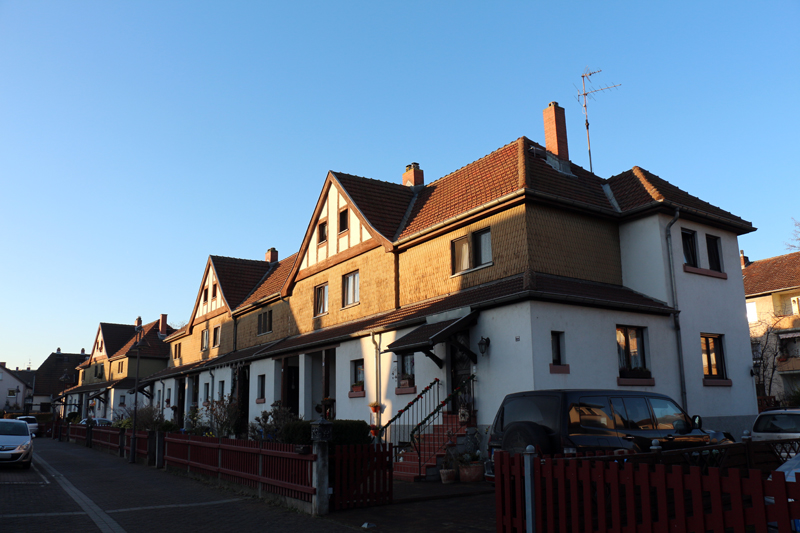
Königswarter Straße
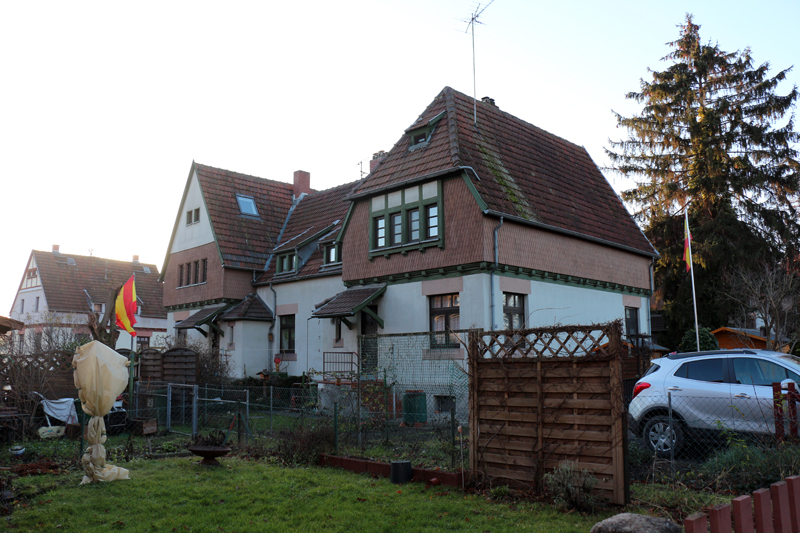
Zwischen Müngstener- und Werderstraße
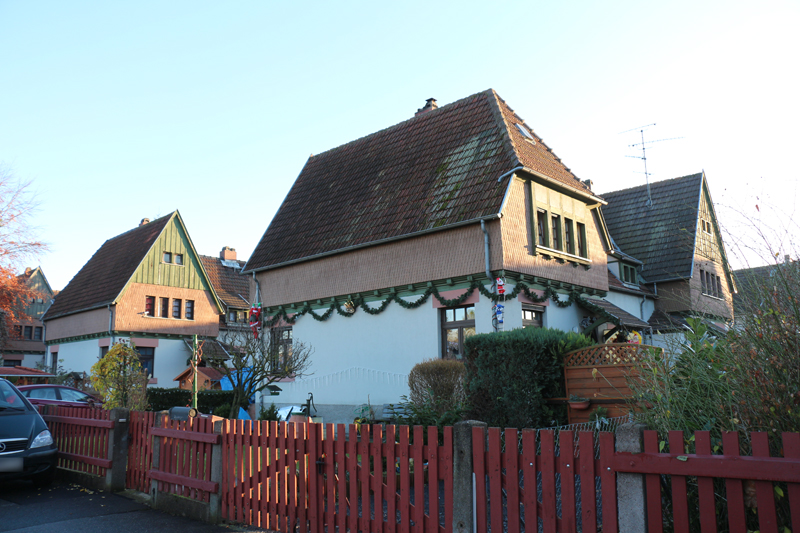
Zwischen Müngstener- und Werderstraße
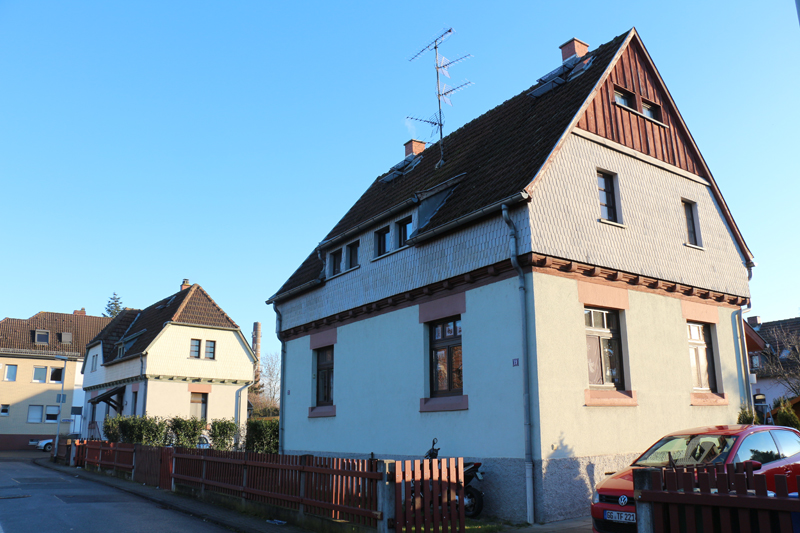
Werderstraße 19

## Stahlhäuser
Nach dem Zweiten Weltkrieg wurde das MAN-Stahlhaus als mögliches neues, ziviles Produkt entwickelt. Nach diesem Bausystem wurden zwischen 1948 und 1953 neun Musterhäuser, im Nordwesten der Siedlung, an der Robert-Koch-Straße errichtet. Sie sind bis heute bewohnt. Es handelt sich um eingeschossige Häuser mit drei Zimmern und flach geneigten Dächern. Die Tragstruktur sowie die Außenwandverkleidung bestehen aus lackierten Stahlblechen.

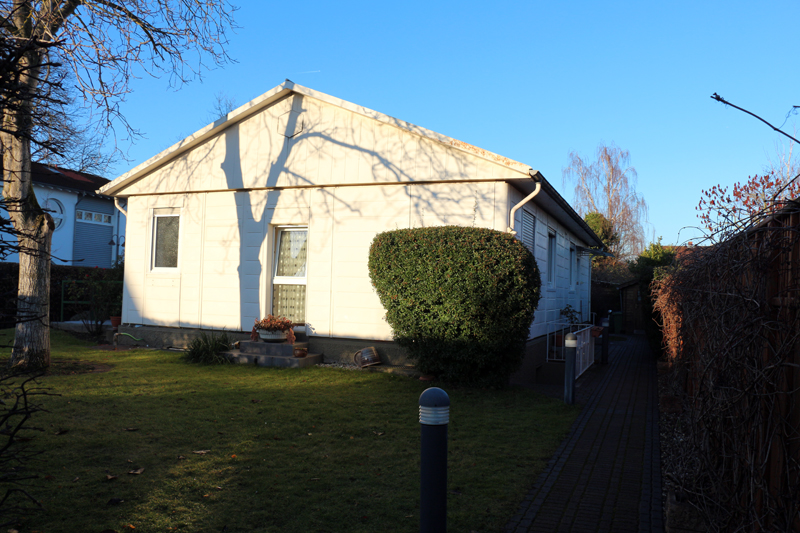
Müngstener Straße
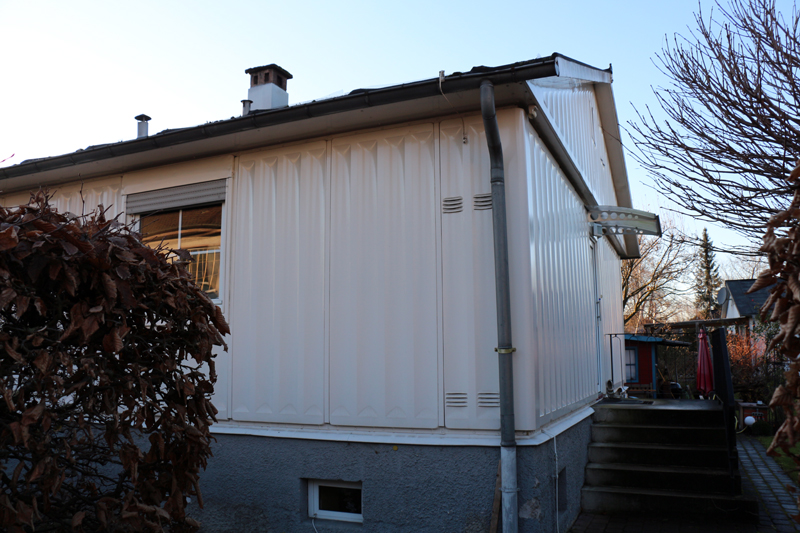
Nürnberger Straße (Doppelhaushälfte)
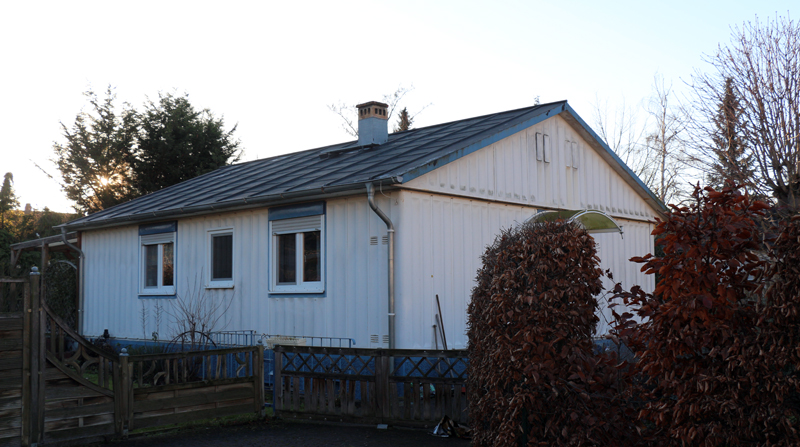
Robert-Koch-Straße 23
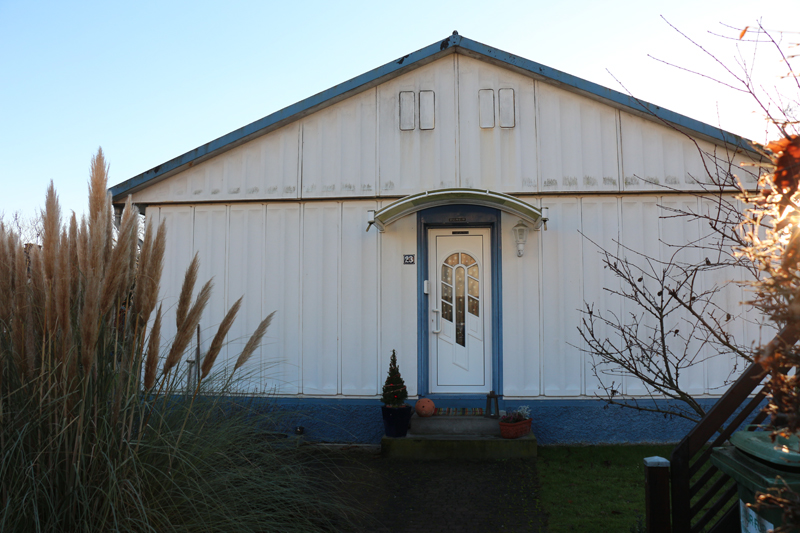
Robert-Koch-Straße 23
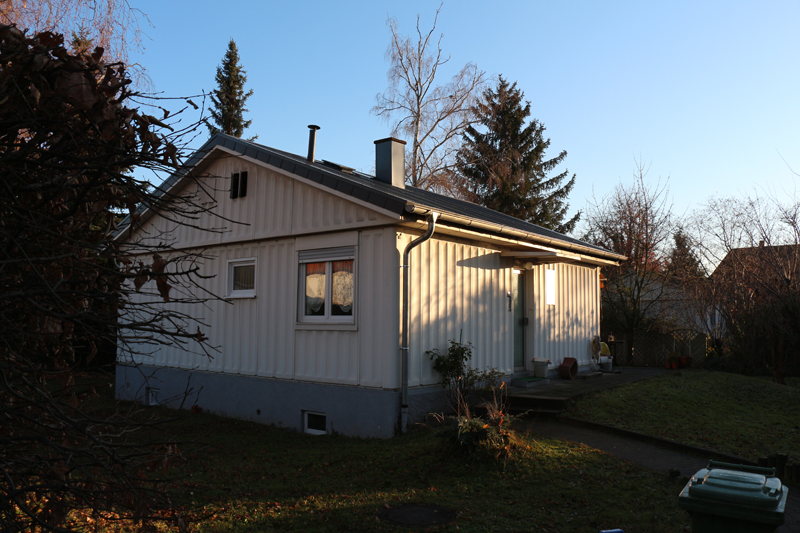
Robert-Koch-Straße 17

## Straßennamen

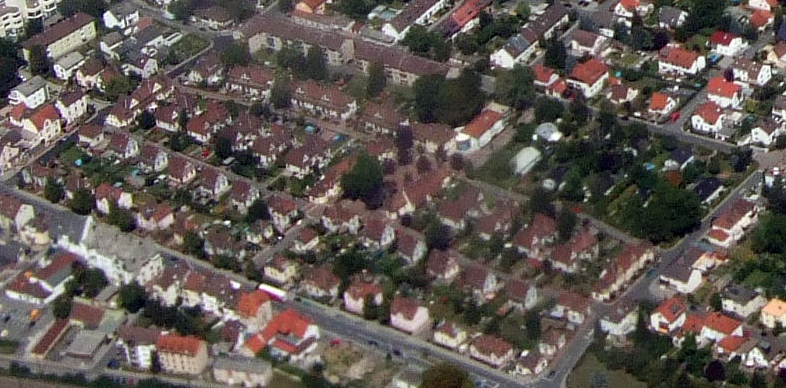
Cramer-Klett-Siedlung und die MAN-Stahlhäuser von oben

Die Straßennamen in und rund um die Siedlung haben überwiegend einen Bezug zum Unternehmen MAN.
- Der Cramer-Klett-Platz wurde benannt nach Theodor von Cramer-Klett, von 1847 bis 1884 Leiter der Maschinenfabrik Klett & Co., der Vorgängerin der MAN.
- Die Gerberstraße erinnert an den Ingenieur Heinrich Gerber, der von 1860 bis 1884 Leiter des Gustavsburger Werks war und als Altmeister des deutschen Brückenbaus den Gerberträger entwickelte.
- Die Müngstener Straße bezieht sich auf die 1894–1897 gebaute Müngstener Brücke bei Müngsten, die mit einer Bogenspannweite von 170 m und einer Höhe von 107 m über der Talsohle als technische Meisterleistung galt.
- Die Königswarter Straße erinnert an die 1875–1876 gebaute Innbrücke Königswart bei Königswart, deren 68 m weite Mittelöffnung als erster Freivorbau des Gustavsburger Werks ausgeführt wurde.[4]
- Die Werderstraße wurde nach Johann Ludwig Werder benannt, dem Direktor der Maschinenfabrik Klett & Co. in Nürnberg.

Die Siedlung wird von der Robert-Koch-Straße im Norden, der Nürnberger Straße im Osten, der Dr.-Kitz-Straße (nach Friedrich Kasimir Kitz) und der Darmstädter Landstraße, die Bestandteil der Bundesstraße 43 ist, im Süden umschlossen. Neben der Nürnberger Straße erinnert auch die Augsburger Straße in der Nähe an die beiden Gründungsorte der MAN. Alle Straßen innerhalb der Siedlung sind heute als Verkehrsberuhigter Bereich ausgewiesen.

## Förderverein
Der gemeinnützige Förderverein Cramer-Klett-Siedlung Gustavsburg e. V. wurde am 13. September 2017 gegründet. Er hat sich zur Aufgabe gemacht, die Siedlung zu erhalten, über die Stadtgrenzen von Ginsheim-Gustavsburg hinaus bekannt zu machen und die Siedlung mit neuem Leben zu füllen. Daneben vertritt der Förderverein die allgemeinen Interessen der Siedlungsbewohner und möchte die Besonderheiten und den Charakter der Siedlung bewahren, ferner Bürger- und Heimatsinn, Verbundenheit, Geselligkeit und Kultur pflegen.